# 三四五
三四五（さんしご、さんしこ、さしご）とは住宅や店舗併用住宅等の十数m規模の敷地や建設現場内で直角を求める直角出しの際に簡易的に製作される直角三角定規、または直角を求める方法。時に三四五の定理（さしごのていり）や直角そのものを指すこともある。

## 製作方法
和算における鈎股弦の定理（ピタゴラスの定理、三平方の定理）により各辺の比率が3:4:5になるように貫（ぬき）等のいわゆる小幅板を用いて製作する。このとき、板材には面内方向（小幅板の長手方向）にも若干の反りがあり、板材の縁をそのまま当てて直角を測ることはあまり好ましい方法ではなく、以下の方法で測る。
1. 概ね3:4:5の比率に切断した小幅板を釘などで固定し、板の上に3:4:5の比率の長さを測り直角を求め、墨を打つ。
2. 直角を求めたい二辺に糸を張り、前記2.で製作した直角三角定規をあてがい、糸を張った線上と直角三角定規上の墨の位置を合わせて直角を求める。

- 前記以外に簡単方法として適当な長さの紐や縄に3+4+5=12となる理由から12等分の目盛りを付け、三角形の各辺が3:4:5として直角を求める。

## 用途
各辺が整数値であることから目盛りのない棒状のものでも各辺の長さの算出が容易であることに加え、トランシット等の測量機器を用いずとも適度に張力を加えた巻尺を用いることで狭量な室内空間から大きな敷地の範囲まで比較的精度の高い直角を求めることができる利便性があり、駐車場やキャンプ地などの簡易的な区画割りにも利用される。

## 精度
水平角と鉛直角を測定する測量機器のトランシット(セオドライト、測角儀）の測角精度は5秒-10秒程度である。三四五は一見すると非常に原始的な算出方法であるが、各辺の長さを3m, 4m, 5mで直角を求める時、仮に各辺を各1mmずつ誤ったとしても測角誤差は概ね1分の範囲に収まる。

### 誤差
単位はmm。
| 斜辺=4,999 | 2,999      | 3,000 | 3,001 |
| 3,999      | 90°00'34.3 |       |       |
| 4,000      |            |       |       |
| 4,001      |            |       |       |

| 斜辺=5,000 | 2,999       | 3,000    | 3,001 |
| 3,999      |             |          |       |
| 4,000      | 90°00'51.6' | 90°00'00 |       |
| 4,001      |             |          |       |

| 斜辺=5,001 | 2,999 | 3,000 | 3,001      |
| 3,999      |       |       |            |
| 4,000      |       |       |            |
| 4,001      |       |       | 90°00'34.3 |